# Padres Barnabitas
La Orden de Clérigos Regulares de San Pablo (latín Clerici Regulares Sancti Pauli) o Barnabitas es una orden de clérigos regulares, de derecho pontificio, nacida en la época del Concilio de Trento y los avatares de la Reforma. Su nombre deriva de su casa-madre, la Iglesia de San Bernabé de Milán. Los religiosos de este instituto agregan a sus nombres la sigla B.

## Historia

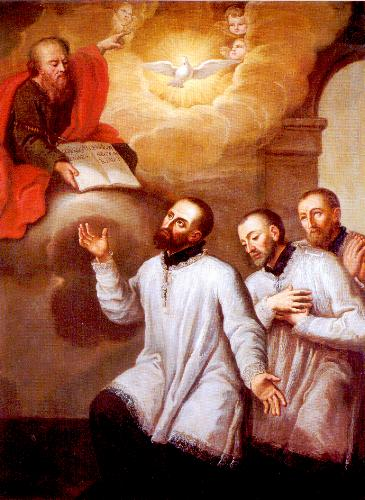
Antonio Zaccaria, Bartolomeo Ferrari y Giacomo Morigia, fundadores de la Orden de Clérigos Regulares de San Pablo.

La Orden de los Clérigos Regulares de San Pablo tiene su origen hacia 1530 con el encuentro de san Antonio Maria Zaccaria, médico originario de Cremona, el abogado Bartolomeo Ferrari y el noble, luego cardenal, Giacomo Antonio Morigia en el Oratorio de la Eterna Sapienza, quienes decidieron unirse en el proyecto de una nueva Orden de clérigos regulares dedicados a la predicación, bajo el patrocinio de san Pablo e inspirados por las predicaciones del fraile dominico Battista da Crema. A los religiosos de la nueva congregación se les llamó popularmente los hijos de San Pablo. Recibieron la aprobación pontificia de Clemente VII el 18 de febrero de 1533. En el mismo período Antonio Zaccaria fundó a las monjas Angélicas de San Pablo.
A partir de 1545 los llamados Hijos de San Pablo comenzaron a administrar la iglesia de San Barnaba de Milán, razón por la cual fueron llamados barnabitas. Al inicio por faltas de organización y de fisionomía jurídica la Orden tuvo serios problemas como la expulsión de los religiosos de Venecia en 1551 y la condena de los libros de Battista de Crema. Con la intervención de san Carlos Borromeo se dio inicio a la redacción de unas Constituciones que sirvieron a dar mayor fortaleza al instituto.
Como se ha dicho, los barnabitas fueron fundados para la predicación, sin embargo a partir de 1605 comenzaron las primeras actividades educativas, concentrándose en la educación superior y universitaria, y dejando a los laicos los cursos elementales. Hacia 1666, la pastoral de la enseñanza era prácticamente la característica principal de las actividades de la Orden, por lo que ese año publicaron una Ratio Studiorum muy parecida a la de los Jesuitas. Sus escuelas eran frecuentadas especialmente por los jóvenes pertenecientes a la nobleza y a la burguesía, aunque de carácter gratuito y abierto a los jóvenes provenientes de clases pobres, siempre y cuando demostrasen la suficiente capacidad intelectual requerida. Francisco de Sales y el papa Pío XI alaban la dulzura y el buen trato con el que los barnabitas trataban a sus estudiantes.
Las primeras misiones realizadas por la Orden se concentraron en Italia, Francia, el antiguo Ducado de Saboya, Austria y Bohemia. Hacia el siglo XVIII comenzaron las misiones en China y Brasil.
Antonio Maria Zaccaria, considerado el principal fundador de la Orden, fue canonizado por el papa León XIII el 27 de mayo de 1897.

## Carisma y misión

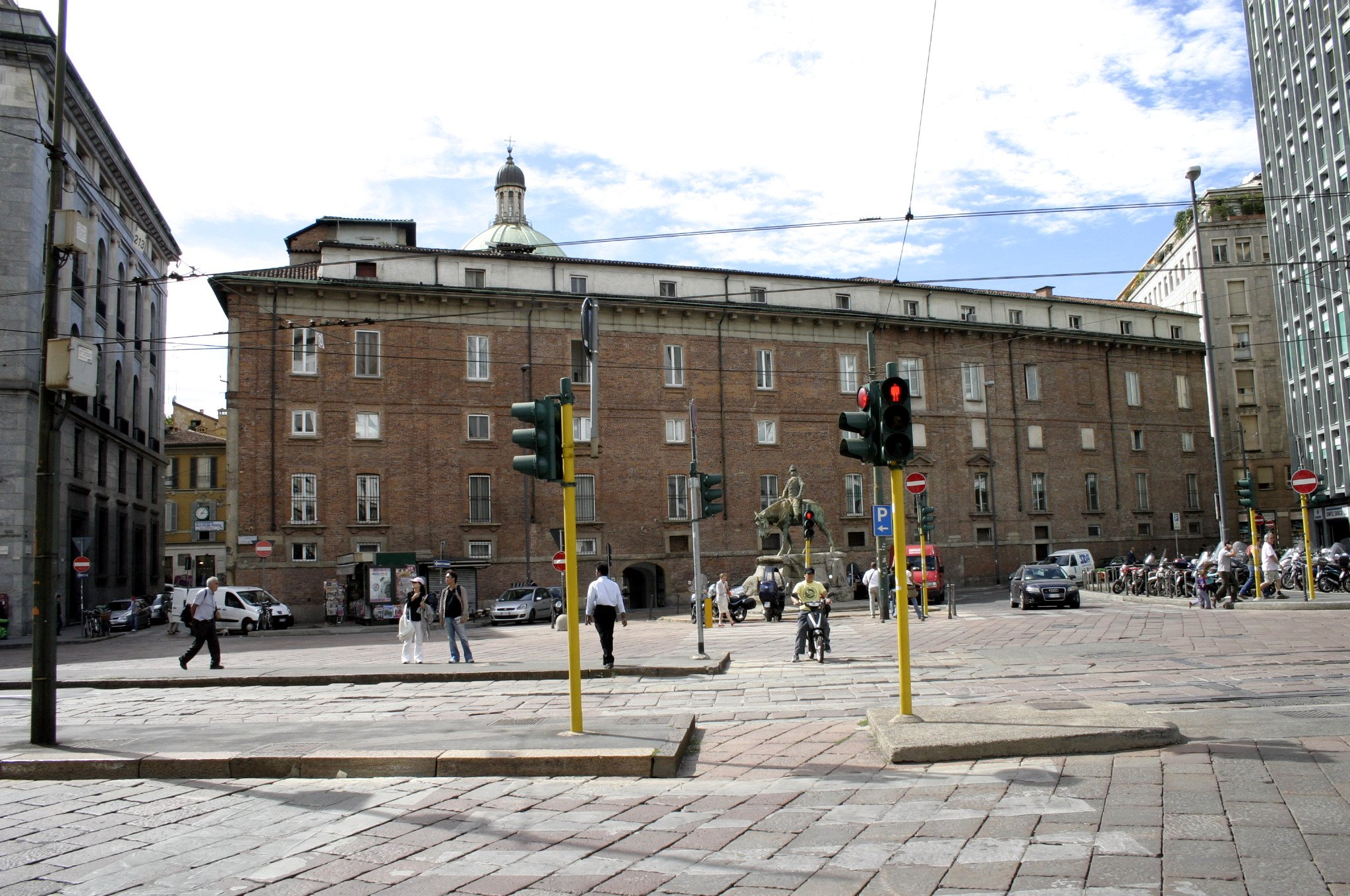
Antiguo colegio de los Barnabitas de Milán.

Como indica el nombre oficial de la orden, el trabajo de los Barnabitas se inspira en san Pablo. Los miembros de la Orden hacen, además de los tres votos comunes de pobreza, castidad y obediencia, un cuarto voto no pretender cualquier cargo o puesto de dignidad. Estos religiosos tienen como actividades principales la predicación en general, la catequesis y oír confesiones, sea en las misiones, en los hospitales y en las cárceles, así como la educación de los jóvenes. Los religiosos de esta Orden estudian en particular modo las Epístolas de San Pablo.
La espiritualidad de los barnabitas se caracteriza desde sus inicios por una asidua renovación interior, cuyo centro es la contemplación del crucifijo y la participación de la Eucaristía.

## Presencia

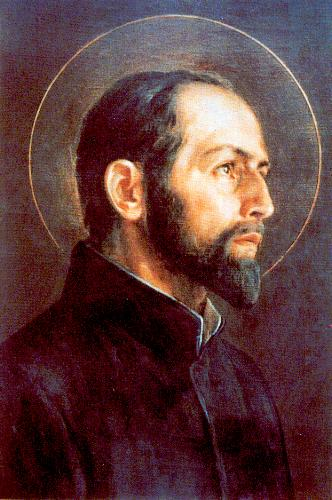
Antonio María Zaccaria (1502-1539), considerado el principal de los fundadores, fue canonizado en 1897 por León XIII.

En 2011, los Barnabitas en el mundo eran unos 403 religiosos, contaban con 66 comunidades, presentes en Afganistán, Albania, Argentina, Bélgica, Brasil, Canadá, Chile, Congo, España, Estados Unidos, Filipinas, Italia, México, Polonia y Ruanda. La curia general actualmente se ubica en Roma, después de ser transferida desde Milán en 1662.
La familia barnabita, también llamada Zaccariana, está integrada, además de la Orden de los Clérigos Regulares de San Pablo, más conocidos como barnabitas, por la Congregación de Hermanas Angélicas de San Pablo, el Instituto Secular Discípulas del Crucificado y los Laicos de San Pablo.

## Barnabitas famosos
- Antonio María Zaccaria (1502-1539), santo; considerado el principal fundador de la Orden de los Clérigos Regulares de San Pablo y de la familia barnabita, canonizado por León XIII en 1897.[7]
- Bartolomeo Ferrari (1499-1544), uno de los compañeros fundadores de Antonio María Zaccaria. Declarado venerable por la Iglesia católica.[8]
- Giacomo Antonio Morigia (1497-1546), también compañero fundador de la Orden y más tarde obispo de San Miniano, arzobispo de Florencia y Cardenal.[9]
- Alejandro Sauli (1534-1592), santo; fue superior general de la Orden en 1567 y obispo de las diócesis Aleria y Pavía, canonizado por Pío X en 1904.[10]
- Jean-Pierre Niceron (1685-1718), escritor y erudito francés, noto por escribir Mémoires pour servir à l'histoire des hommes illustres de la république des lettres avec le catalogue raisonné de leurs ouvrages, una obra de 32 volúmenes que recoge las biografías de diversos escritores franceses.[11]
- Jacinto Sigismundo Gerdil (1718-1802), cardenal italiano, prefecto de Propaganda Fide.[12]
- Francisco Javier María Bianchi (1743-1815), santo; fue un religioso italiano, director espiritual de varios personajes ilustres de su tiempo, canonizado por Pío XII en 1951.[13]
- Barnaba Oriani (1752-1842), matemático y astrónomo italiano, noto por haber establecido la órbita del planeta Urano, poco después de ser descubierto por William Herschel.[14]
- Vincenzo Sangermano (1758-1819), religioso, escritor y misionero italiano en Birmania, obispo titular de Auzia en Mauritania.
- Carlos Schilling (1835-1907), venerable; ateo noruego convertido al catolicismo y más tarde religioso barnabita.
- Victorio de Marino (1863-1929), venerable; médico italiano que se dedicaba de manera especial a los pobres en Nápoles y que a los 47 años se hizo religioso barnabita.[15]